# Chris Hamilton
Christopher Hamilton (Bendigo, 18 maggio 1995) è un ciclista su strada australiano che corre per il Team Picnic PostNL.
Ha vinto il titolo nazionale in linea Under-23 nel 2016, ed è professionista dal 2017.

## Palmarès
- 2016

Campionati australiani, Prova in linea Under-23
2ª tappa Tour of Tasmania

### Altri successi
- 2015

Campionati australiani, Prova criterium Under-23
- 2016

Classifica giovani Herald Sun Tour
- 2019

Classifica giovani Tour Down Under

## Piazzamenti

### Grandi Giri
- Giro d'Italia

2018: 103º
2019: 34º
2020: 29º
2021: 45º
2022: 39º
2025: 47º
- Tour de France

2022: 37º
2023: 46º
- Vuelta a España

2017: 121º
2021: 64º

### Classiche monumento
- Milano-Sanremo

2022: 62º
2024: 64º
2025: 91º
- Liegi-Bastogne-Liegi

2018: 105º
2019: ritirato
2021: 69º
2025: 76º
- Giro di Lombardia

2017: 72º
2018: 68º
2019: 48º
2020: 51º
2021: 64º
2022: 57º

### Competizioni mondiali
- Campionati del mondo

Innsbruck 2018 - In linea Elite: ritirato
Imola 2020 - In linea Elite: ritirato